# Sainte-Croix-de-Caderle
Sainte-Croix-de-Caderle (occitanisch: Senta Crotz de Cadèrla) ist ein Ort und eine französische Gemeinde mit 103 Einwohnern (Stand 1. Januar 2022) im Département Gard.

## Lage
Sainte-Croix-de-Caderle liegt im Nordwesten des Départements Gard, ca. 67 km (Fahrtstrecke) nordwestlich der Großstadt Nîmes in den südlichen Ausläufern der Cevennen in einer Höhe von ca. 520 m ü. d. M. Das Klima ist gemäßigt; Regen fällt verteilt über das ganze Jahr.

## Bevölkerungsentwicklung
| Jahr      | 1800 | 1851 | 1901 | 1954 | 1999 | 2017 |
| Einwohner | 255  | 265  | 187  | 154  | 106  | 113  |

Der kontinuierliche Rückgang der Einwohnerzahlen seit der Mitte des 19. Jahrhunderts ist im Wesentlichen auf die Mechanisierung der Landwirtschaft und den damit einhergehenden Verlust an Arbeitsplätzen zurückzuführen. Außerdem entvölkerten sich nahezu alle Bergregionen Frankreichs zugunsten der Städte in den Tallagen.

## Wirtschaft
Die Bewohner der Gemeinde lebten jahrhundertelang als Selbstversorger von Ackerbau und Viehzucht (Schafe, Ziegen) sowie von den zahlreichen Edelkastanien in den umliegenden Wäldern. Heute ist der Tourismus in Form der Vermietung von Ferienwohnungen (gîtes) von wirtschaftlicher Bedeutung.

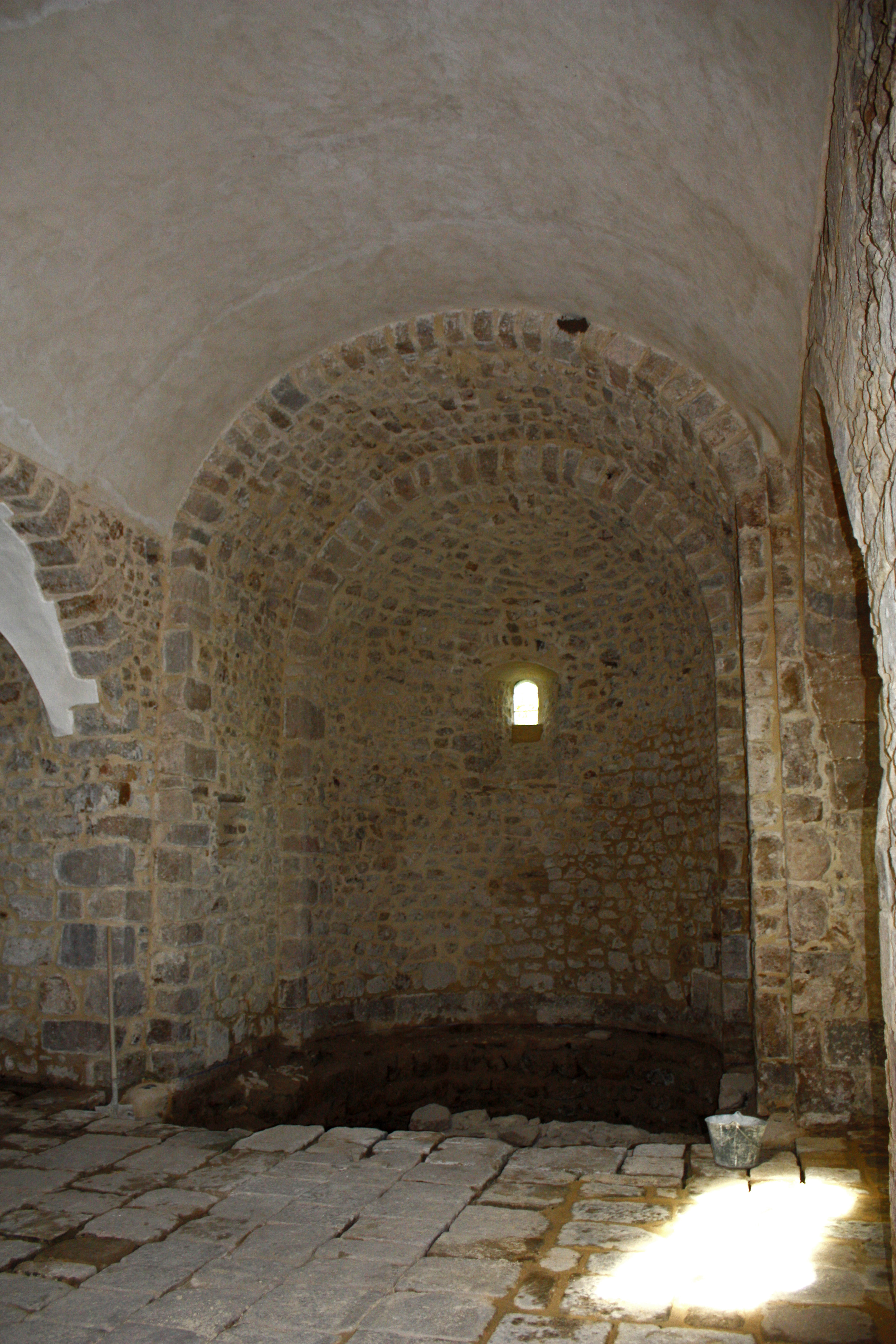
Kirchenschiff und Apsis

## Geschichte
Die kleine Kapelle Sainte Croix existierte wohl schon in merowingischer Zeit, denn bei Ausgrabungen wurde ein Sarkophag aus dieser Zeit gefunden. Aus dem Jahr 892 ist der Name Villa Caderilam überliefert und um das Jahr 1420 entstand hier ein Priorat. In den Wirren der Hugenotten- (1562–1598) und der Kamisardenkriege (1702–1704) wurden Ort und Kapelle in Mitleidenschaft gezogen.

## Sehenswürdigkeiten
- Die Gassen des Ortes sind teilweise gepflastert; die alten Häuser sind größtenteils aus Bruchsteinen erbaut.
- Die romanische Kapelle Saint-Croix, seit 1802 Temple protestant (Evangelische Kirche), entstand in ihrer heutigen Form wahrscheinlich im 12. Jahrhundert; sie wurde jedoch wiederholt umgestaltet. Der Bau ist aus nur grob behauenen Bruchsteinen erbaut, aber im Innern gewölbt. Eine grundlegende Restaurierung fand um die Jahrtausendwende statt.